# علم روابط
علم روابط یک رشته بین رشته‌ای است که به مطالعه علمی فرآیندهای روابط بین فردی اختصاص دارد. به دلیل ماهیت میان رشته‌ای خود، علم روابط متشکل از محققانی با زمینه‌های حرفه ای مختلف در روان‌شناسی (مانند روانشناسان بالینی، اجتماعی و رشد) و خارج از روان‌شناسی (مانند انسان شناسان، جامعه شناسان، اقتصاددانان و زیست شناسان) است، اما اکثر آنها محققانی که خود را با این رشته شناسایی می‌کنند از طریق آموزش روان‌شناس هستند. علاوه بر این، تأکید این رشته از لحاظ تاریخی بر روابط نزدیک و صمیمی بوده‌است، که عمدتاً شامل قرار ملاقات و زوج‌های متأهل، روابط والدین و فرزند، و دوستی‌ها و شبکه‌های اجتماعی می‌شود، اما برخی نیز روابط اجتماعی کمتر برجسته‌تری مانند همکاران و آشنایان را مورد مطالعه قرار می‌دهند.
این رشته تشخیص می‌دهد که برای اینکه دو فرد در ابتدایی‌ترین شکل یک رابطه اجتماعی باشند، باید به هم وابسته باشند – یعنی رفتارهای به هم پیوسته و تأثیر متقابل بر یکدیگر داشته باشند.

## تاریخچه
مطالعه تجربی روابط بین فردی و ارتباطات اجتماعی به اوایل قرن بیستم بازمی‌گردد، زمانی که برخی از اولین تمرکزها بر روابط خانوادگی از منظر جامعه‌شناختی بود - به‌ویژه ازدواج و فرزندپروری. در واقع، در سال ۱۹۳۸ شورای ملی روابط خانوادگی (NCFR) تشکیل شد و در سال ۱۹۳۹، آنچه اکنون مجله ازدواج و خانواده (JMF) نامیده می‌شود برای انتشار تحقیقات تأسیس شد. در دهه‌های ۳۰، ۴۰ و ۵۰، محققانی مانند جان بولبی، هری هارلو، رابرت هیند و مری اینسورث شروع به پیگیری مطالعه دلبستگی مادر به نوزاد کردند. در سال ۱۹۴۹، روبن هیل مدل ABC-X را توسعه داد، که یک چارچوب نظری است که برای بررسی نحوه مدیریت و سازگاری خانواده‌ها با بحران‌ها با توجه به منابعی که در اختیار دارند، استفاده می‌شود. سپس، در اواخر دهه ۵۰ و اوایل دهه ۶۰، حوزه تحقیقات روابط فراتر از ایده تحقیقات صرفاً خانوادگی گسترش یافت. در سال ۱۹۵۹، استنلی شاختر کتاب روان‌شناسی وابستگی: مطالعات تجربی منابع گرسنگی را منتشر کرد، جایی که او در مورد نیازهای وابستگی عمومی انسان و چگونگی تشدید آنها توسط پاسخ‌های بیولوژیکی (مثلاً اضطراب و گرسنگی) بحث کرد. در همان سال، هارولد (هال) کلی و جان تیبو کتابی به نام روان‌شناسی اجتماعی گروه‌ها منتشر کردند که نظریه وابستگی متقابل را ترسیم می‌کرد - نظریه‌ای بین رشته‌ای که به چارچوبی ضروری برای درک روابط نزدیک از منظر هزینه-منفعت در سال‌های قبل تبدیل شد. با این حال، این علاقه قبلی به روابط نادر بود، و تا اواخر دهه ۶۰ و اوایل دهه ۷۰ بود که مطالعه روابط واقعاً شکوفا شد و محبوبیت پیدا کرد، که تا حد زیادی به دلیل تأثیر الن برشید و الین هتفیلد بود.
علم روابط بر روش‌های مختلفی هم برای جمع‌آوری و هم برای تجزیه و تحلیل داده‌ها متکی است. این شامل: داده‌های مقطعی، داده‌های طولی، مطالعه خود گزارشی، مطالعه مشاهده ای، مطالعه تجربی، طراحی اندازه‌گیری‌های مکرر، و روش‌های ترکیبی اما محدود به این روشها نیست.
APIM روشی برای محاسبه وابستگی متقابل دوتایی از طریق تأثیرات بازیگر و شریک است. به‌طور خاص، تأثیر پیش‌بینی‌کننده (های) یک شریک بر پیش‌بینی‌کننده (های) شریک دیگر و نتیجه را در نظر می‌گیرد. این با استفاده از روش‌های رگرسیون، MLM یا SEM مدل‌سازی می‌شود.